# Från ax till limpa
Från ax till limpa är ett svenskt uttryck som betecknar den långa vägen till den färdiga produkten från den första idén eller som konkret i uttrycket från enkla råvaran. Uttrycket kommer från en svensk kortfilm av Yngve Gamlin: Fron ax till limpa: en film om mjölet, som 1954 visades som förfilm till 
filmen I rök och dans. Båda filmerna producerades av AB Knäppupp.
Gamlins film inleds som en upplysningsfilm av vid denna tid vanligt slag med en lång förtext som går över i bilder av ett sädesfält. Därefter skiftar bilden direkt över till en bild av limpan, medan speakern Nils Jerring förklarar, att det inte är tid för några detaljer, eftersom långfilmen väntar. Hela filmens längd är 2 minuter. Filmen har beskrivits som ett mordförsök på beskäftiga undervisningsfilmer och som ett lakoniskt överraskningsmoment med få medtävlare i landets biograflador.
Det ironiska ursprunget har glömts vid senare tiders användning av uttrycket. Ett exempel är undervisningsfilmen för skolbruk med titeln Vete – från ax till limpa.